# Persone di nome Girolamo/Pittori
| Questa pagina contiene informazioni ricavate automaticamente dalle voci biografiche con l'ausilio del template Bio e di un bot. L'aggiornamento è periodico e automatico e ricostruisce completamente la pagina. Se manca una persona in questa lista, sei pregato di non aggiungerla, ma accertati piuttosto che la sua voce biografica contenga il template Bio e che i dati anagrafici siano correttamente compilati. Se il template Bio manca, inseriscilo tu stesso o, in alternativa, metti l'avviso {{tmp\|Bio}} che ne segnala la mancanza. Se i dati riportati sono sbagliati, correggi direttamente la voce biografica; le modifiche saranno visibili in questa lista entro pochi giorni. Per chiarimenti vedi il progetto antroponimi. La lista contiene solo le 54 persone che sono citate nell'enciclopedia e per le quali è stato implementato correttamente il template Bio. Pagina aggiornata al 6 ago 2025. |

Questa è una lista di persone presenti nell'enciclopedia che hanno il nome Girolamo e sono pittori.

## A(2)
- Girolamo Alibrandi, pittore italiano (Messina)
- Girolamo Amalteo, pittore italiano

## B(5)
- Girolamo di Bernardino, pittore italiano (Udine)
- Girolamo Bonsignori, pittore italiano (Verona, n. 1472 - Mantova, † 1529)
- Girolamo Brusaferro, pittore italiano (Venezia)
- Girolamo Buratti, pittore italiano (Montecassiano, n. 1580 - Ascoli Piceno, † 1655)
- Girolamo Mazzola Bedoli, pittore italiano (Parma - Parma, † 1569)

## C(4)
- Girolamo Cenatiempo, pittore italiano
- Girolamo Cialdieri, pittore italiano (Urbino, n. 1593 - Urbino, † 1680)
- Girolamo Ciocca, pittore italiano (Milano)
- Girolamo Curti, pittore italiano (Bologna, n. 1575 - Bologna, † 1632)

## D(8)
- Girolamo Dal Pane, pittore italiano (Bologna, n. 1821 - † 1856)
- Girolamo Dente, pittore italiano (Ceneda, n. 1510 - † 1568)
- Girolamo di Giovanni di Camerino, pittore italiano (Camerino - † 1503)
- Girolamo Domenichini, pittore italiano (Ferrara, n. 1812 - Ferrara, † 1891)
- Girolamo Donnini, pittore italiano (Correggio, n. 1681 - Bologna, † 1743)
- Girolamo da Treviso, pittore italiano (Treviso, n. 1498 - Boulogne-sur-Mer, † 1544)
- Girolamo dai Libri, pittore e miniatore italiano (Verona - Verona, † 1555)
- Girolamo del Pacchia, pittore italiano (Siena)

## F(2)
- Girolamo Ferroni, pittore e intagliatore italiano (Milano, n. 1687)
- Girolamo Forabosco, pittore italiano (Venezia, n. 1605 - Padova, † 1679)

## G(5)
- Girolamo da Santacroce, pittore italiano (Santa Croce - Venezia, † 1556)
- Girolamo di Benvenuto, pittore italiano (Siena, n. 1470 - Siena, † 1524)
- Girolamo di Stefano d'Alemagna, pittore italiano (Vicenza)
- Girolamo da Treviso il Vecchio, pittore italiano (Treviso, n. 1451 - Treviso, † 1497)
- Michelangelo Grigoletti, pittore italiano (Roraigrande di Pordenone, n. 1801 - Venezia, † 1870)

## I(1)
- Girolamo Imparato, pittore italiano (Napoli, n. 1549 - † 1607)

## L(1)
- Girolamo Lucenti, pittore italiano (Correggio)

## M(8)
- Girolamo Macchietti, pittore italiano (Firenze, n. 1535 - Firenze, † 1592)
- Girolamo Marchesi, pittore italiano (Cotignola, n. 1480 - Roma, † 1550)
- Girolamo Massei, pittore italiano (Lucca - Lucca)
- Parmigianino, pittore italiano (Parma, n. 1503 - Casalmaggiore, † 1540)
- Girolamo Mirola, pittore italiano (Bologna, n. 1530 - Parma, † 1570)
- Girolamo Mocetto, pittore italiano (Murano)
- Girolamo Moech, pittore italiano (Belluno, n. 1792 - † 1857)
- Girolamo Muziano, pittore italiano (Acquafredda, n. 1532 - Roma, † 1592)

## N(4)
- Girolamo Nanni, pittore italiano (Roma)
- Girolamo Nardini, pittore italiano (Sant'Angelo in Vado, n. 1460 - † 1538)
- Girolamo Nattino, pittore italiano (Napoli, n. 1842 - † 1913)
- Girolamo Negri, pittore italiano (Bologna, n. 1648 - Bologna)

## P(6)
- Romolo Paganelli, pittore e scenografo italiano (Filago, n. 1926 - Fino del Monte, † 2003)
- Girolamo Pellegrini, pittore italiano (Roma - Venezia)
- Girolamo Pellizoni, pittore italiano (Casalmaggiore, n. 1688)
- Girolamo Nerli, pittore italiano (Siena, n. 1860 - Nervi, † 1926)
- Girolamo Pilotti, pittore italiano (Venezia)
- Girolamo Poloni, pittore italiano (Martinengo, n. 1877 - Milano, † 1954)

## R(2)
- Girolamo Ridolfi, pittore e intagliatore italiano (Cividale)
- Girolamo Riminaldi, pittore italiano (Firenze)

## S(5)
- Girolamo Scaglia, pittore italiano (Lucca, n. 1620 - Lucca, † 1686)
- Girolamo da Carpi, pittore e architetto italiano (Ferrara, n. 1501 - Ferrara, † 1556)
- Girolamo Siciolante da Sermoneta, pittore italiano (Sermoneta, n. 1521)
- Girolamo Stabile, pittore italiano
- Girolamo Starace-Franchis, pittore italiano (Napoli, n. 1730 - Napoli, † 1794)

## T(1)
- Girolamo Troppa, pittore italiano (Rocchette in Sabina, n. 1636 - Terni, † 1711)